# Lone Wolf (Oklahoma)
Lone Wolf ist eine Ortschaft im Kiowa County im US-Bundesstaat Oklahoma. Das U.S. Census Bureau hat bei der Volkszählung 2020 eine Einwohnerzahl von 373 ermittelt.

## Geographie
Lone Wolf liegt ungefähr 15 Kilometer westlich der Stadt Hobart, wo sich der Sitz der County-Verwaltung befindet, und rund 10 Kilometer östlich der Countygrenze zum Greer County. Die Hauptstraße von Lone Wolf ist der State Highway 9, der sich am östlichen Ende der Gemeinde mit dem State Highway 44 verbindet. Im Südosten liegt der Hohman Airport in Stadtnähe, ein kleiner Privatflugplatz. Der nächste öffentliche Flughafen, der Hobart Municipal Airport, befindet sich in Hobart.
Etwa zehn Kilometer südwestlich von Lone Wolf erstreckt sich der etwa zehn Kilometer lange Stausee Lake Altus ungefähr in Nord-Süd-Richtung. Seine Staumauer wurde 1927 mit einer Länge von knapp 140 m und einer Höhe von acht Metern erbaut. Sie staut das Wasser des North Fork des Red River. Auf der Südwestseite von Lake Altus wurde 1935 der Quartz Mountain State Park als Naturschutzgebiet gegründet.

## Bevölkerung
Laut Volkszählung im Jahr 2000 hatte Lone Wolf eine Einwohnerzahl von 500 auf einer Fläche von 1,3 km². Die Bevölkerungsdichte lag damit bei 371,6 Einwohnern pro km². Etwas mehr als 91 % der Bevölkerung waren Weiße und knapp vier Prozent amerikanische Indianer. Das Pro-Kopf-Einkommen betrug 13.525 Dollar, etwa 20 % der Bevölkerung lebten unterhalb der Armutsgrenze.

## Persönlichkeiten
- Elmo Williams (1913–2015), Filmeditor, Filmproduzent und Filmregisseur
- La Vern E. Weber (1923–1999), Generalleutnant der United States Army